# Дегенхаузертал
Дегенхаузертал (њем. Deggenhausertal) општина је у њемачкој савезној држави Баден-Виртемберг. Једно је од 23 општинска средишта округа Бодензе. Према процјени из 2010. у општини је живјело 4.221 становника. Посједује регионалну шифру (AGS) 8435067.

## Географски и демографски подаци
Дегенхаузертал се налази у савезној држави Баден-Виртемберг у округу Бодензе. Општина се налази на надморској висини од 559 метара. Површина општине износи 62,2 km². У самом мјесту је, према процјени из 2010. године, живјело 4.221 становника. Просјечна густина становништва износи 68 становника/km².

## Међународна сарадња
| Мјесто      | Држава   | Врста сарадње | Од    |
| ----------- | -------- | ------------- | ----- |
| Часантеетеш | Мађарска | партнерство   | 1992. |
| Извор       |          |               |       |